# Curtonotum tumidum
Curtonotum tumidum är en tvåvingeart som beskrevs av Günther Enderlein 1917. Curtonotum tumidum ingår i släktet Curtonotum och familjen Curtonotidae. Inga underarter finns listade i Catalogue of Life.